# Tito Flavio Postumio Tiziano
Tito Flavio Postumio Tiziano (in latino Titus Flavius Postumius Titianus; fl. 295-306) è stato un politico romano di età imperiale.

## Biografia
La sua carriera è registrata da un'iscrizione trovata a Roma (CIL VI, 1418), che lo definisce «oratore» e lo indica come bisnipote di Marco Postumio Festo.
Fu augure e pontifex dei soli, prima del 295; la seconda carica sacerdotale la ebbe probabilmente sotto l'imperatore Aureliano, forse dopo essere stato nominato corrector Italiae, dato che in occasione della dedica del tempio del Dio Sole a Como (AE 1914, 249) non registrò questa magistratura. Successivamente divenne duodecemvir urbis Romae (CIL VI, 1419).
Questore candidato, poi pretore candidato, il suo consolato suffetto o la sua elevazione al rango di consolare non è registrata; fu comunque vir clarissimus e corrector Italiae (nel 286/293), con l'incarico di giudicare gli appelli nella regione Transpadana (291/292). Nel 292/293 divenne corrector Campaniae, il primo conosciuto. Divenne consularis aquarum et miniciae, poi fu proconsole d'Africa tra il 295 e il 296.
Tiziano fu console per la seconda volta nel 301. Un'iscrizione trovata sul fianco occidentale del Quirinale a Roma lo ricorda praefectus urbi nel 305, e il Cronografo del 354 lo vuole in carica tra il 12 febbraio 305 e il 19 marzo 306.
La famiglia di Tiziano, i Postumii, era di rango senatoriale. Tra i suoi antenati c'era probabilmente il cognato di Pertinace, Tito Flavio Tiziano, ed erano suoi cugini o fratelli Tito Flavio Postumio Quieto, console del 272, e  Tito Flavio Postumio Varo, console suffetto e senatore.